# Virey
Virey is een plaats en voormalige gemeente in het Franse departement Manche in de regio Normandië en telt 943 inwoners (2004). De plaats maakt deel uit van het arrondissement Avranches.

## Geschiedenis
Op 1 januari 2016 werd Virey samen met Saint-Martin-de-Landelles opgenomen in de gemeente Saint-Hilaire-du-Harcouët, die hiermee de status van commune nouvelle kreeg.

## Geografie
De oppervlakte van Virey bedraagt 17,1 km², de bevolkingsdichtheid is 55,1 inwoners per km².
De onderstaande kaart toont de ligging van Virey met de belangrijkste infrastructuur en aangrenzende gemeenten.

## Demografie
Onderstaande figuur toont het verloop van het inwonertal (bron: INSEE-tellingen).